# Jan van Goyen

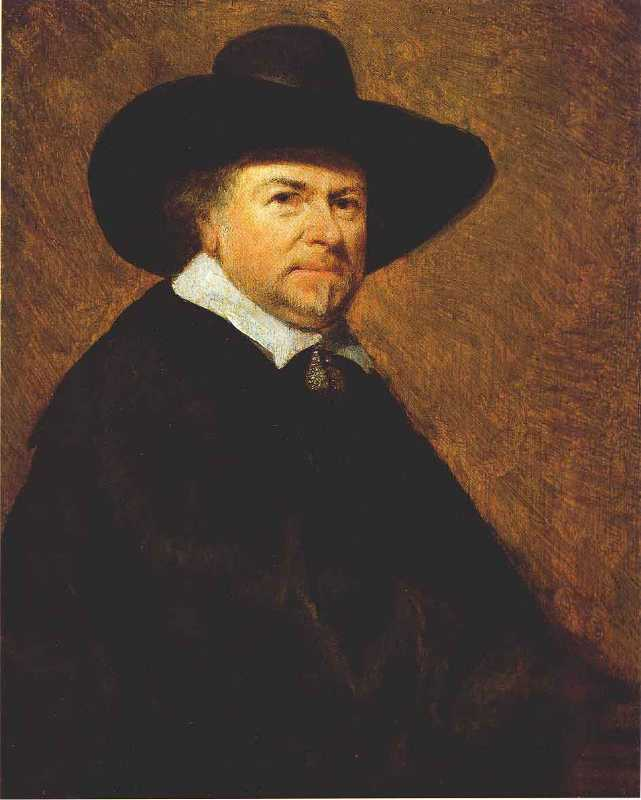
Gerard ter Borch: Bildnis des Jan van Goyen, um 1650

Jan Josephszoon van Goyen ([ˈjɑn vɑŋ ˈɣoːjə(n)]; * 13. Januar 1596 in Leiden; † 27. April 1656 in Den Haag) war ein niederländischer Landschaftsmaler.

## Biografie
Jan van Goyen wurde 1596 als Sohn des Schuhmachers Joseph Jansz. van G. und dessen Ehefrau Geertgen Dircxdr. van Eyck aus Utrecht geboren. Nach dem Willen des Vaters sollte er Glasmaler werden und erhielt im Alter von 10 Jahren ersten Unterricht. Innerhalb von zwei Jahren durchlief er die Werkstätten von vier Lehrern. In dieser Zeit reifte sein Entschluss, Landschafts- anstatt Glasmaler zu werden. In Hoorn erhielt er seine weitere Ausbildung bei dem Landschaftsmaler Willem Gerritsz. Nach einer Reise durch Frankreich vervollständigte er seine Ausbildung mit einem Studienjahr in Haarlem bei Esaias van de Velde.
Im Jahr 1618 heiratete van Goyen Annetje Willemsdr. van Raelst in Leiden. Er eröffnete dort im selben Jahr ein eigenes Atelier. Neben der Malerei und dem Verkauf seiner Bilder war Jan van Goyen u. a. auch als Kunstschätzer und -händler, Immobilienhändler, Grundstücks- und Tulpenspekulant aktiv, jedoch blieb ihm bei alledem der wirtschaftliche Erfolg versagt.
Im Jahr 1632 zog er mit seinen Töchtern und seiner Frau nach Den Haag, wo er bis zum Ende seines Lebens blieb. 1634 erhielt Van Goyen das dortige Bürgerrecht. Seine früh verstorbene Tochter Elsje wurde 1632 in der Grote Kerk in Den Haag beigesetzt. Im Jahr 1638 wurde er Vorsteher der dortigen Sint-Lucas-Gilde. Er blieb bis 1640 Vorsteher oder wurde es in diesem Jahr erneut.
1649 zog der Maler Jan Steen bei Van Goyen ein. Im selben Jahr heiratete Steen seine Tochter Grietje (Margaretha) und malte die Familie Van Goyen. Ihr erstes Kind, Thaddeus, wurde 1651 geboren. Jacques de Claeuw (1623–1694) war Van Goyens zweiter Schwiegersohn. Er heiratete seine älteste Tochter Maria, ebenfalls 1649, und drei Monate nach der Hochzeit wurde ihr Kind geboren.
1651 malte Van Goyen im Auftrag des Stadtrates das riesige Stadtbild Ansicht von Den Haag von Südosten mit dem Haager Trekvliet und dem Vorläufer der heutigen Laakmolen im Vordergrund. Die Leinwand ist fast fünf Meter breit (174 × 460 cm). Am 7. August 1651 erhielt er dafür 650 Gulden. Möglicherweise unternahm van Goyen, der fast ständig in Geldnot war, einen Betrugsversuch, als er am 2. Mai 1653 fragte, ob der Betrag, den er noch nicht erhalten hatte, von einer Schuld abgezogen werden könne, die er dem Stadtrat schuldete. Die Ratsherren Johan Doedijns und Thomas Cletcher jr. stimmten zu, aber ein aufmerksamer Schreiber strich den Beschluss durch und machte ihn rückgängig.
Van Goyen verfügte über ein gutes Einkommen, da er sich auch als Bauunternehmer betätigte und mit Tulpenzwiebeln spekulierte. Er kaufte unter anderem Grundstücke an der Dunne Bierkade (Singelgracht), der Nieuwe Molstraat und der neu ausgehobenen Prinsegracht und ließ dort Häuser errichten. Aber 1654 wurden seine Schulden so groß, dass er sein eigenes Haus an der Dunne Bierkade (heute Nr. 16) vermietete. Jan Steen ging nach Delft. Van Goyen zog in die Wagenstraat, wo er zwei Jahre später starb.
Die Schulden beliefen sich auf 18.000 Gulden, und seine Witwe Annetje nahm die Erbschaft nur unter der Bedingung an, dass sie nicht für die Schulden aufkommen müsse, die nach dem Verkauf der Güter übrig bleiben würden. Jan Steen und sein Vater, der Leidener Bierbrauer Havick Steen, halfen ihr dabei. Nachdem alle Häuser verkauft waren (das Haus in der Wagenstraat für 1.450 Gulden, die beiden Grundstücke in der Prinsegracht für 6.700 Gulden, die Häuser in der Dunne Bierkade für 5.260 Gulden und das Haus in der Nieuwe Molstraat an Havick Steen für 2.110 Gulden) und die Schulden beglichen waren, zog die Witwe in ein Haus am Hofje van Nieuwkoop, wo sie 1672 starb.
1629 verkaufte er ein Haus an Johannes Porcellis. Im Jahr 1637 wurde er von der Tulpenmanie angesteckt. Am 27. Januar 1637 kaufte er neun Tulpenzwiebeln vom ehemaligen Bürgermeister Allert Claesz. van Ravesteyn aus Den Haag für 90 Gulden und bezahlte mit zwei Gemälden, eines davon von Salomon van Ruysdael, die er jedoch nie lieferte. Am 4. Februar kaufte er weitere Tulpen von demselben Van Ravesteyn für 843 Gulden (die wertvollste war eine „Jan Gerijtsen“ zu 60 Gulden), bezahlte sie aber nicht, da bereits einen Tag zuvor der Tulpenhandel in Haarlem, dem Zentrum des Blumenzwiebelhandels, zusammengebrochen war. Van Goyen verblieb eine Sammlung fast wertloser Tulpenzwiebeln. Van Ravesteyn starb 1641, als van Goyen ihm noch 897 Gulden schuldete.
Zwischen 1647 und 1654 versteigerte er dreimal eigene und fremde Werke. 1651 bat er um Zahlungsaufschub, obwohl er in diesem Jahr 650 Gulden mit seiner Ansicht von Den Haag verdiente. 1652 brachte ihm eine Versteigerung 3.750 Gulden ein.

## Werk
Neben Salomon van Ruysdael und Pieter de Molyn gilt Jan van Goyen als Hauptvertreter der sogenannten tonalen Landschaftsmalerei, die sich in den späten zwanziger Jahren des 17. Jahrhunderts entwickelte.
Sein erstes signiertes Werk stammt aus der Zeit um 1618. Über tausend Gemälde und 800 Zeichnungen folgten. Van Goyen wurde durch seine innovative Arbeitsweise und seinen Einfallsreichtum zu einem der führenden Landschaftsmaler. Er entwickelte verschiedene Landschaftstypen wie Dünenansichten, Stadtansichten, Strandansichten und Ansichten von Flussmündungen mit Schiffen bei gutem und schlechtem Wetter. Nach und nach entwickelte er eine schnelle Arbeitsweise, bei der er die Farbe zügig auf die Leinwand oder die Holztafel auftrug.
Unter anderem unter dem Einfluss des Marinemalers Jan Porcellis entwickelte er einen Landschaftstyp mit einer reduzierten Farbpalette, die so genannten „tonalen“ Landschaften. Es ist unklar, ob van Goyen diese schnelle Arbeitsweise zur Steigerung seines Umsatzes oder aus künstlerischen Gründen entwickelte.
Zur Vorbereitung seiner Gemälde fertigt van Goyen hunderte von Skizzen mit schwarzer Kreide an, die er auf größeren und kleineren Wanderungen anfertigt, die ihn bis nach Kleve in Deutschland und bis nach Nordfrankreich führen. Die landschaftlichen und topographischen Motive ließ er später in seine Gemälde einfließen. Das sogenannte „Dresdner Skizzenbuch“ ist das einzige erhaltene. Seine Hauptwerke bestechen durch sichere und spannungsgeladene, perspektivische Diagonalen gegen die Waagerechte des Horizonts ausspielende Kompositionen. Diese, sowie sein in den reiferen Werken sparsamer Farbauftrag, das Einbeziehen des durchscheinenden Malgrundes und seine Beschränkung auf eine fast monochrome Palette, machen seine Bilder auch in der Fülle hervorragender holländischer Landschaftsmalerei des 17. Jahrhunderts unverwechselbar.

## Abbildungen
(Auswahl)

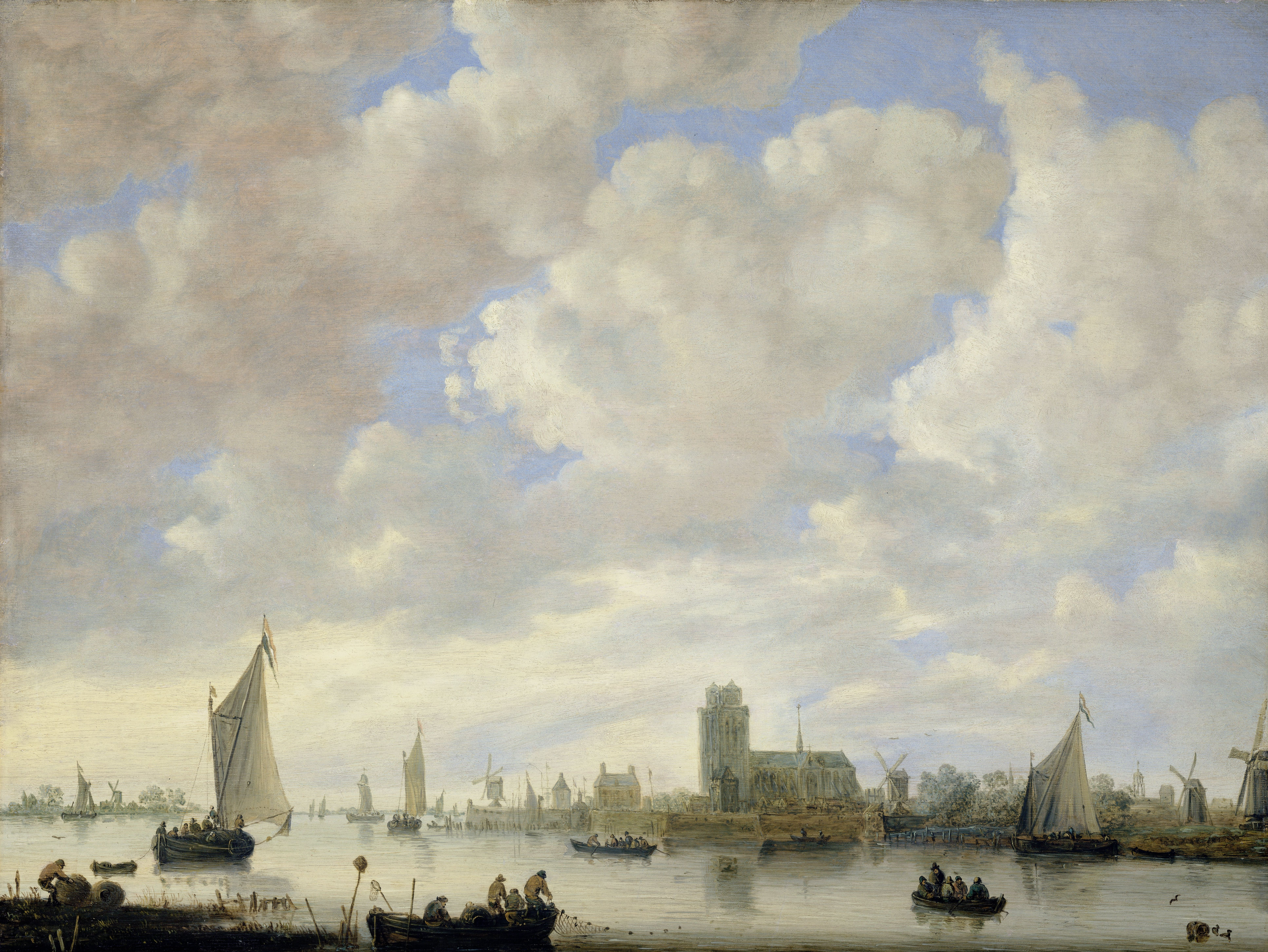
Blick auf die Merwede bei Dordrecht, etwa 1660, Rijksmuseum Amsterdam
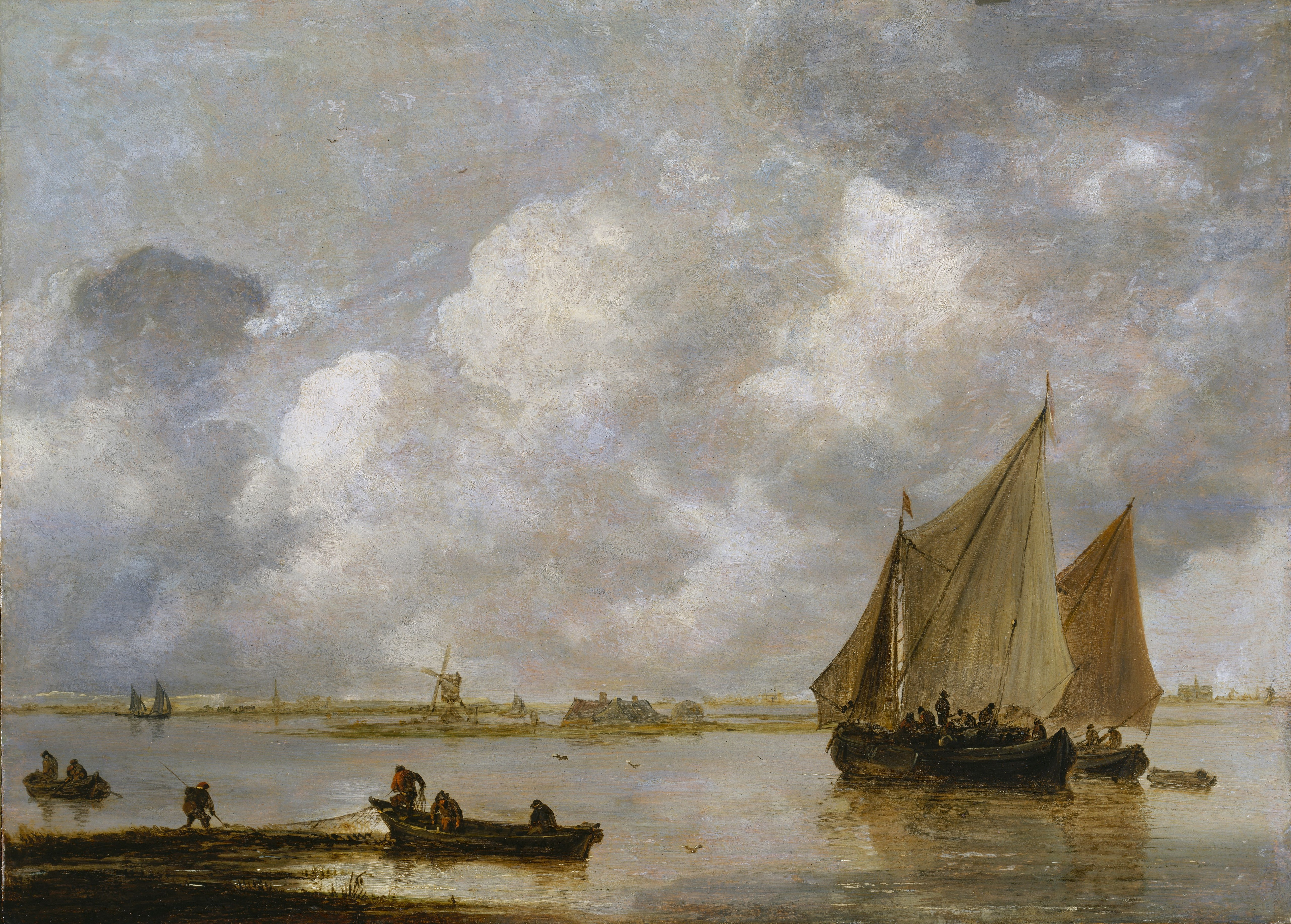
Das Haarlemer Meer, 1656, Städel, Frankfurt
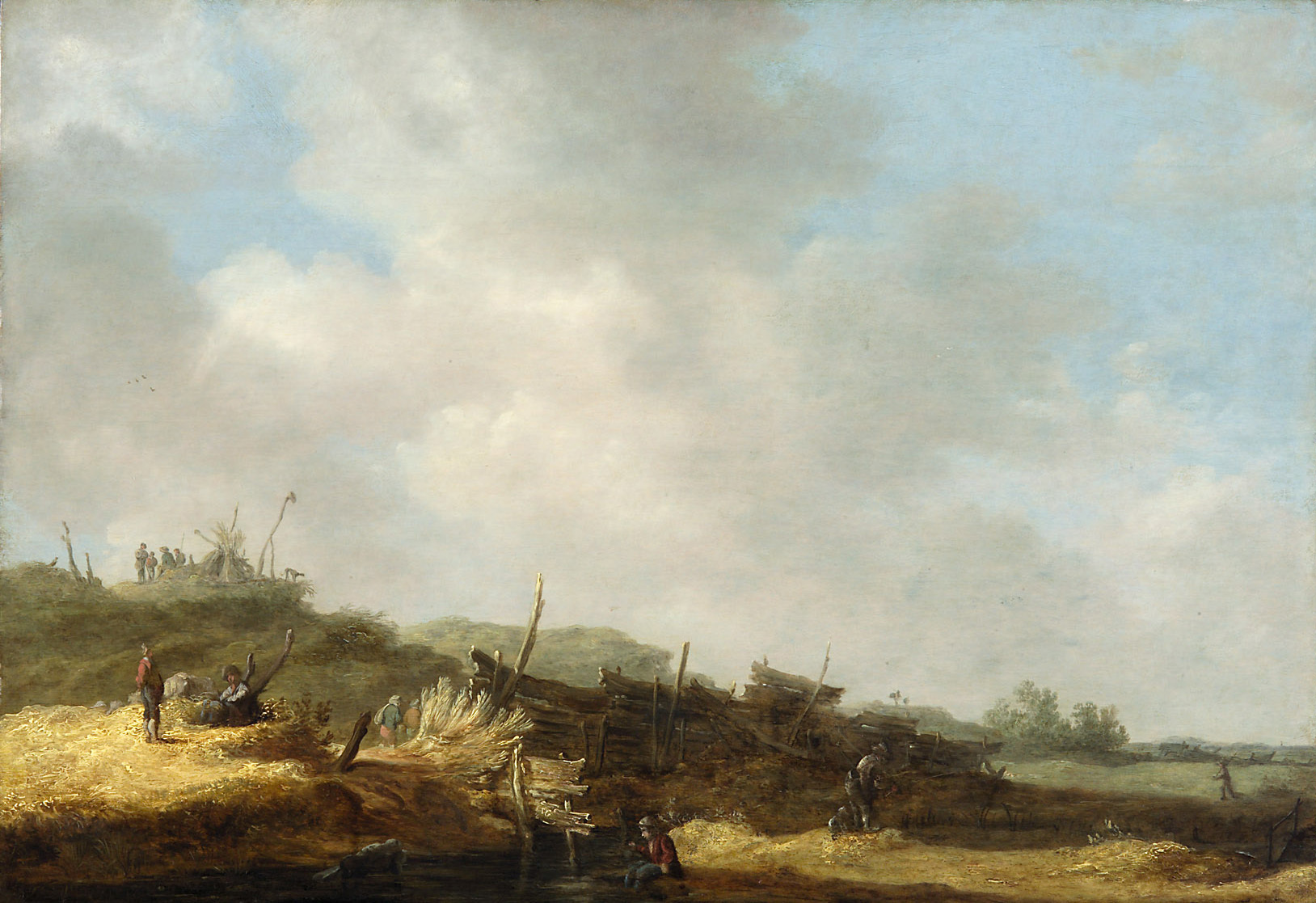
Dünenlandschaft, etwa 1630, Kunsthistorisches Museum, Wien
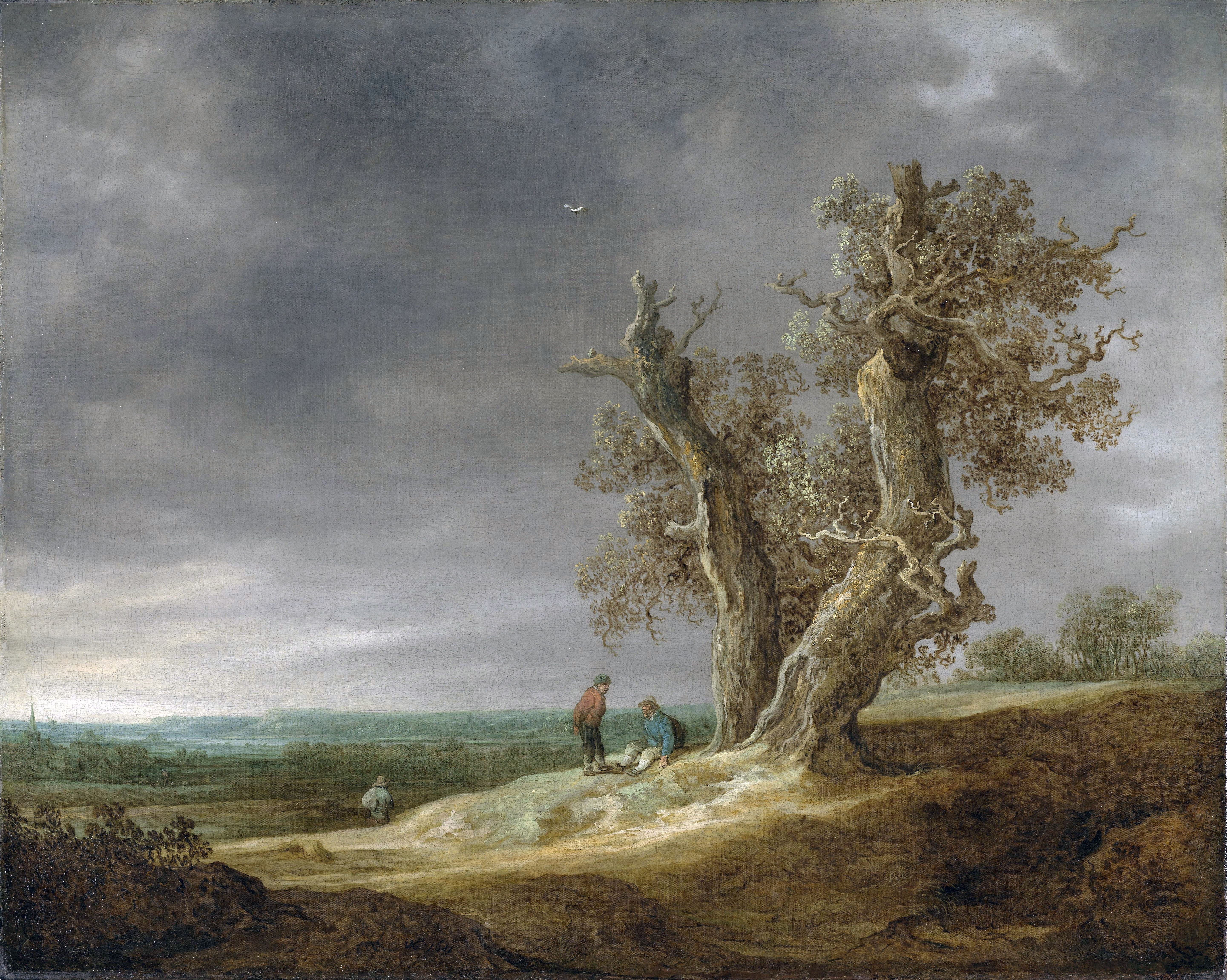
Landschaft mit zwei Eichbäumen, 1641, Rijksmuseum Amsterdam
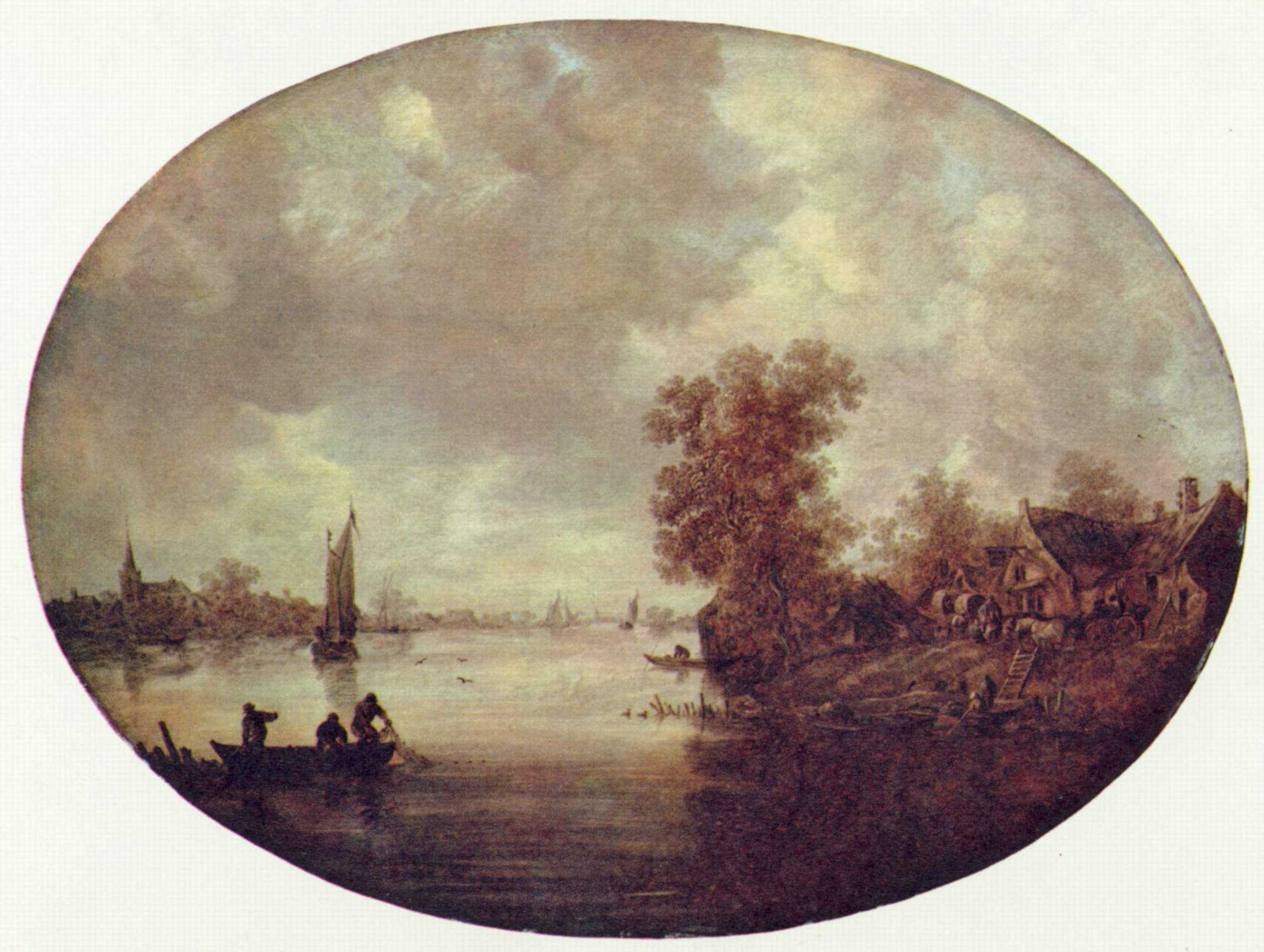
Sommer am Fluss, 1643, Gemäldegalerie Alte Meister, Dresden
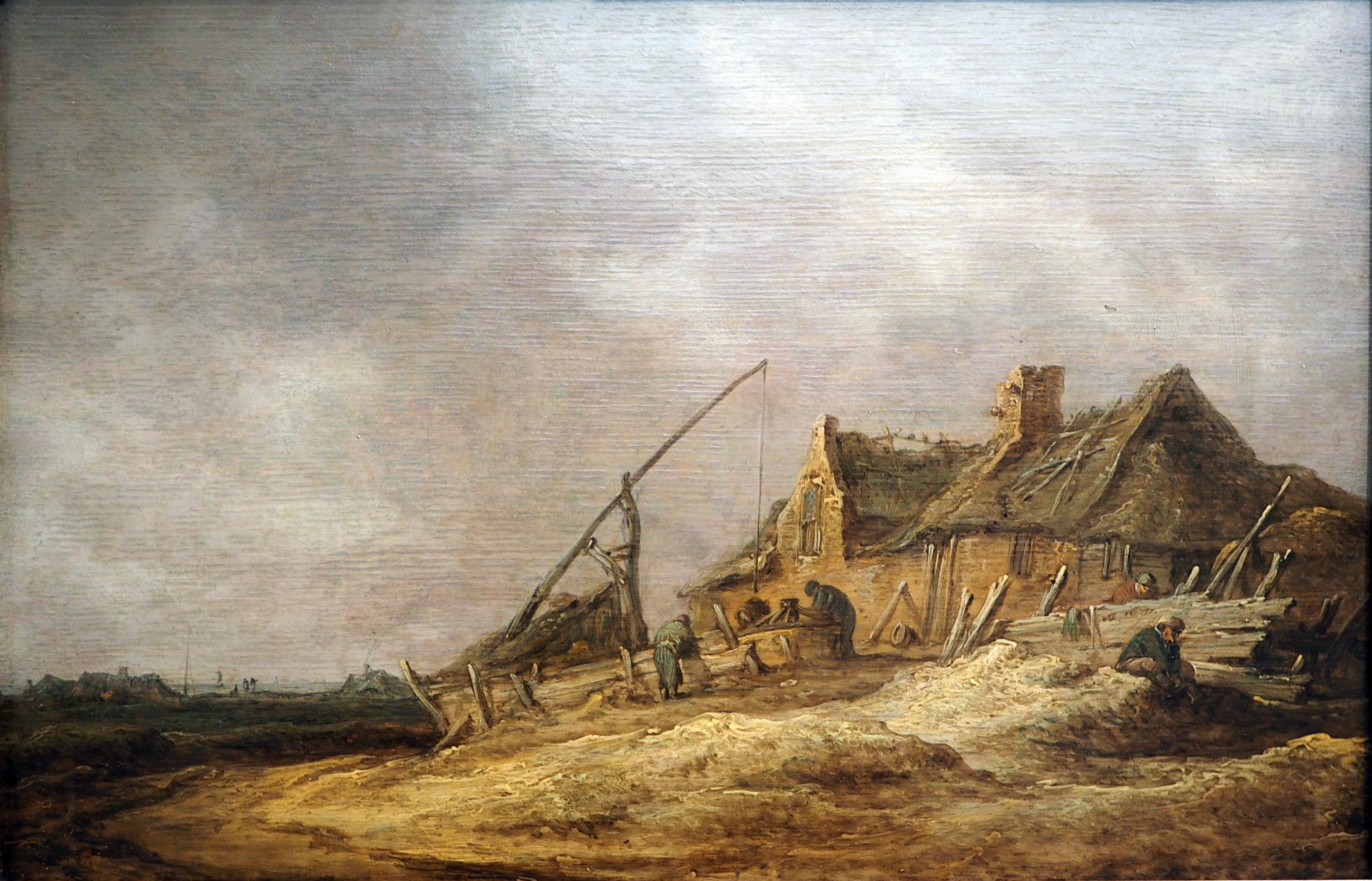
Bauerngehöft, 1632, Hamburger Kunsthalle
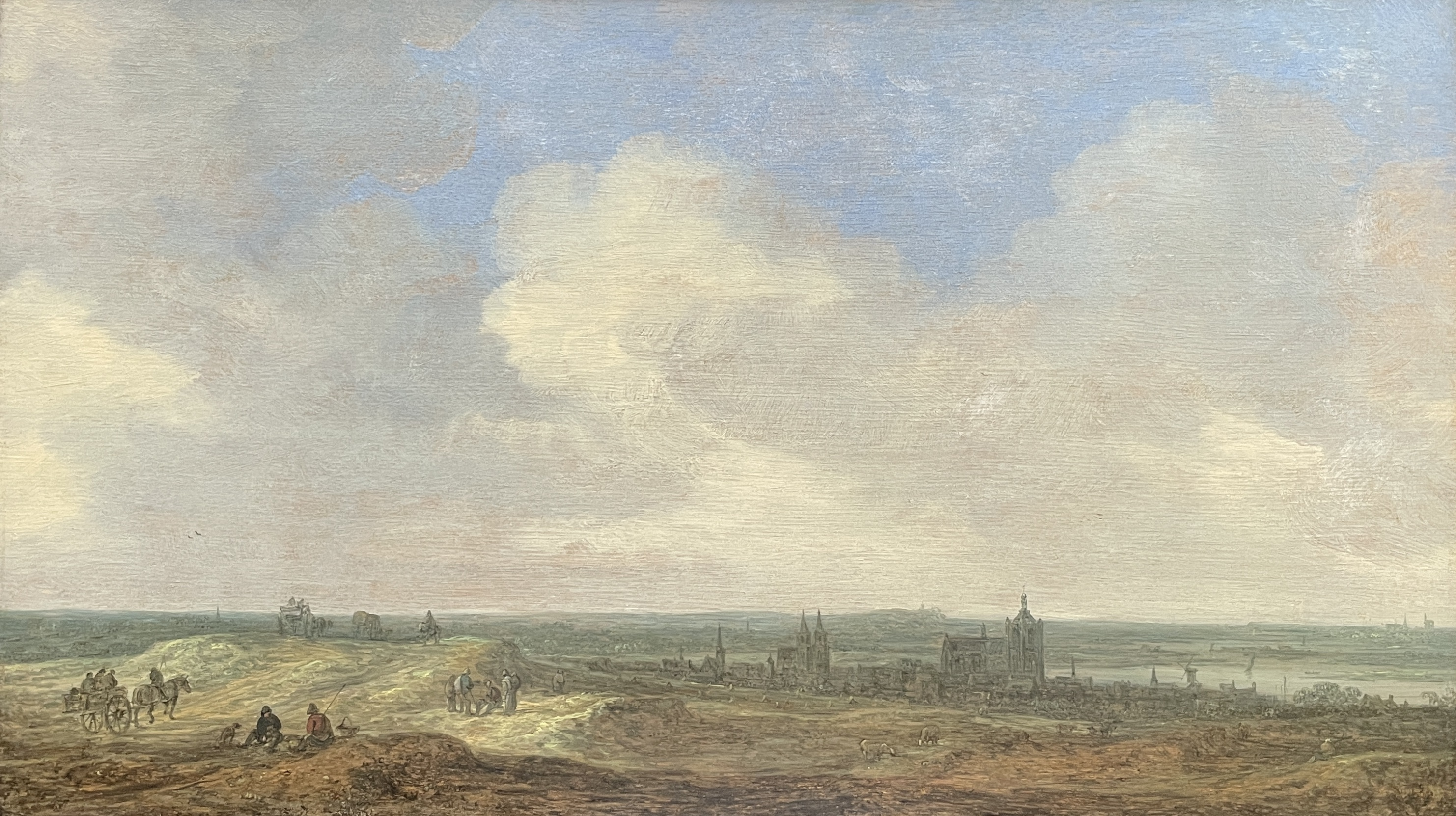
Blick auf Arnheim (Arnhem), 1645, Privatbesitz, ex-Kimbell Art Museum, Fort Worth, Texas
Blick auf Emmerich, 1645, Cleveland Museum of Art